# Procédure ABCDEF de traitement des urgences extrahospitalières
 (janvier 2023).
Si vous disposez d'ouvrages ou d'articles de référence ou si vous connaissez des sites web de qualité traitant du thème abordé ici, merci de compléter l'article en donnant les références utiles à sa vérifiabilité et en les liant à la section « Notes et références ».
Le sigle mnémotechnique L'ABCDE sert à décrire la procédure d'intervention pour les urgences médicales extra-hospitalières. Des différences y apparaissent selon les écoles d'enseignement. Il signifie généralement :
- L : L'état de conscience de la victime, poser des questions comme son nom(qui?), où on est, quand ? Afin de déterminer si elle est consciente, semi-consciente ou inconsciente ;
- '  : Appeler SPU + DEA + couverture + trousse de premier soin ;
- A : airway, libération des voies aériennes ;
- B : breathing, ventilation pulmonaire ;
- C : circulation, circulation sanguine ;
- D : Disability pour l'état neurologique (conscience, inconscience, déficit...) dont la mesure est le score de Glasgow ;
- E : environnement OU expose en cas de blessures traumatiques.

Le sigle ABC a été inventé par Peter Safar en 1957. Le principe de base est que la mort résulte d'une absence d'alimentation du cerveau en dioxygène (anoxie), la priorité en médecine d'urgence et en secourisme est donc d'assurer cette alimentation. Il faut pour cela :
1. que l'air arrive jusqu'aux poumons, donc que les voies aériennes (airway) soient libres ;
2. que la personne respire spontanément (breathing), ou bien que l'on pratique une ventilation artificielle ;
3. que la circulation du sang se fasse, donc que le cœur batte et que les éventuelles hémorragies soient stoppées.

Avec les progrès de la médecine et du matériel médical, il est possible, en cas d'un trouble du rythme cardiaque, de délivrer un choc électrique pour tenter de régulariser les contractions cardiaques, c'est la défibrillation. Le développement de cette technique, et notamment des défibrillateurs automatiques, a systématisé ce geste, on a donc ajouté le D au sigle.
Le dernier point désigne l'approche globale de l'accident et de la victime : gérer l'environnement (les risques et dangers, les intempéries, l'accessibilité…), expliquer à l'entourage, conseiller, consoler, mais aussi recueillir des renseignements.
Ce sigle décrit à la fois la chronologie de l'intervention et le placement des intervenants et du matériel.
Les Anglo-Saxons ont de nombreuses variantes, dont voici quelques exemples :
- DR pour danger — response (danger — protection), donc DR ABC… ;
- outre l'environnement, le E peut désigner la recherche d'une « fuite d'air » (escaping air), comme un pneumothorax, et pour « exposer et examiner » (expose and examine), qui désigne le déshabillage de la victime dans l'ambulance ; on a donc ABCDEEE ;
- F pour fundus, une partie de l'utérus, indique qu'il faut vérifier, dans le cas d'une femme en âge de procréer, si elle n'est pas enceinte ;
- G pour go quickly (partir vite) ou golden hour (heure d'or), indiquant que la victime doit être le plus rapidement possible sur une table d'opération (stratégie du scoop and run, voir Aide médicale urgente > Stay and play, scoop and run ou play and run ?).

Certains insèrent un « c » minuscule pour indiquer qu'il faut immobiliser la colonne vertébrale (cervical spine), on a donc AcBC.

## Chronologie de l'intervention
Si l'on se contente de la partie médicale de l'intervention, l'ordre des points correspond à l'ordre chronologique. Mais dans le cadre global de l'accident ou du malaise, c'est le point E, « environnement », qui vient en premier.
En effet, la première préoccupation est la protection, pour éviter d'avoir d'autres victimes ou que l'état de la victime ne s'aggrave.
Dans un cadre extra-hospitalier, le premier intervenant est un témoin a priori non médecin. Son rôle principal va être de reconnaître la gravité de la situation, d'effectuer la protection et de prévenir les secours. S'il est formé au secourisme, il pourra effectuer les points ABC. La présence d'un défibrillateur accessible au public permet également de réaliser le point D. Si aucun des points n'est à faire (la personne respire et est consciente, elle ne saigne pas), son rôle se limitera à la protection et à l'alerte.
Lorsqu'une équipe de secours arrive sur place, elle recommence les points EABCD, car elle a des connaissances et du matériel supplémentaire (si un défibrillateur à accès public est déjà installé, elle le laisse en place). Si la première équipe est une équipe de secouristes (par exemple des pompiers), une équipe d'aide médicale urgente peut venir en renfort ; elle recommencera les points ABCD avec ses propres connaissances et son propre matériel. De même, à l'arrivée à l'hôpital, l'équipe médicale prenant en charge la victime recommencera les points ABCD avec son matériel complémentaire.
Le point F nécessite qu'une personne se libère pour dialoguer avec l'entourage, mais il se fait aussi tout du long en décrivant ce que l'on fait, les gestes entrepris. L'interrogation des proches et témoins est souvent un point capital de l'intervention (savoir s'il y a d'autres victimes, savoir ce qui s'est passé, avoir des renseignements sur la santé de la victime). La gestion de l'entourage est aussi capitale, car ils peuvent gêner l'action des secours.

## Gestion de l'espace
Dans un contexte d'urgence, il est important que chaque intervenant ait sa place, que le matériel soit accessible. La victime se trouvera in fine plat dos. On considère alors un disque de 1,5 m de rayon centré sur la tête de la victime et on en définit quatre quadrants.
La personne pratiquant les insufflations manuelles (avec un ballon autoremplisseur à valve unidirectionnelle) est à genou derrière la tête de la victime et est habituellement droitière, l'insufflateur manuel est donc à droite et la bouteille d'oxygène également, du côté de la tête.
La personne chargée de faire les compressions thoraciques doit être au niveau du thorax, et pour ne pas être génée par le matériel d'insufflation, il se met du côté gauche. Le reste du matériel est donc dans les deux autres quadrants.
On a donc
- quadrant A : au côté droit du thorax de la victime, contenant le matériel nécessaire à la libération des voies aériennes (aspirateur de mucosités) et le secouriste chargé de s'en occuper ;
- quadrant B : au côté droit de la tête de la victime, contenant le matériel nécessaire à la ventilation artificielle (bouteille d'oxygène, ballon insufflateur) ;
- le quadrant C : au côté gauche du thorax de la victime, avec la personne chargée des compressions thoraciques ;
- le quadrant D : au côté gauche de la tête de la victime, avec le défibrillateur.

On définit une « zone d'exclusion » d'au moins 1,5 m autour de la victime ; l'entourage, la famille, les badauds, sont maintenus au-delà de cette zone ; c'est la zone F. Les objets entourant la victime sont également écartées hors de cette zone d'exclusion. Cela permet aux secours de circuler, de placer le matériel, et de se reculer lors du choc de défibrillation.
Bien entendu, ce dispositif s'adapte en fonction des conditions, et l'on peut par exemple permuter les zones de gauche et de droite.

## Exemples
Une personne s'étouffe avec de la nourriture, un objet
- Témoin :
  - E : le témoin s'assure de l'absence de danger (par exemple circulation routière si l'accident arrive dans la rue),
  - A : il assure la liberté des voies aériennes : soit la personne a une respiration difficile et il la met au repos, soit elle ne respire pas du tout et il met en œuvre les techniques de désobstruction manuelle (il donne des claques dans le dos, et en cas d'échec pratique la méthode d'Heimlich), puis passe l'alerte,
  - E il protège la victime contre les intempéries ;
- équipe de secouristes : si la personne respire avec difficulté, elle la laisse en position assise (A) et lui administre de l'oxygène (B), puis la transporte ; si elle ne respire pas, elle pratique les manœuvres de désobstruction manuelle (A) ;
- équipe médicale : en cas d'échec des manœuvres manuelles, elle peut aller chercher l'objet avec une pince (pince de Magill), ou pratiquer une cricothyroïdotomie (A).

Une personne saigne abondamment
- Témoin :
  - E : le témoin s'assure de l'absence de danger (par exemple écarte l'objet avec lequel la victime s'est blessée, éloigne les badauds de la zone dangereuse),
  - C : le sauveteur arrête l'écoulement de sang, ce qui maintient la fonction circulatoire,
  - A, B, C : il s'assure que la personne respire, et prévient les secours,
  - E : il protège la victime contre les intempéries ;
- équipe de secouristes : 
  - E : complète la protection,
  - C : s'assure de l'efficacité de l'arrêt de l'hémorragie, surélève le membre,
  - A, B : s'assure que la victime respire, le cas échéant administre de l'oxygène en inhalation ;
- équipe médicale : 
  - C : peut suturer le vaisseau.

On voit ici que l'ordre des étapes peut varier en fonction des priorités.
Une personne est inconsciente et respire
- Témoin :
  - E : le témoin s'assure de l'absence de danger,
  - A : il place la personne en position latérale de sécurité (s'il sait le faire), et passe l'alerte,
  - B : il s'assure que la personne respire en attendant les secours,
  - E : il protège la victime contre les intempéries ;
- équipe de secouristes :
  - E : complète la protection,
  - A : place la personne en PLS si ce n'est pas fait,
  - B : administre de l'oxygène, contrôle la persistance de la respiration ;
- équipe médicale :
  - A : si nécessaire, pratique une intubation endotrachéale.